# Fred A. Hartley

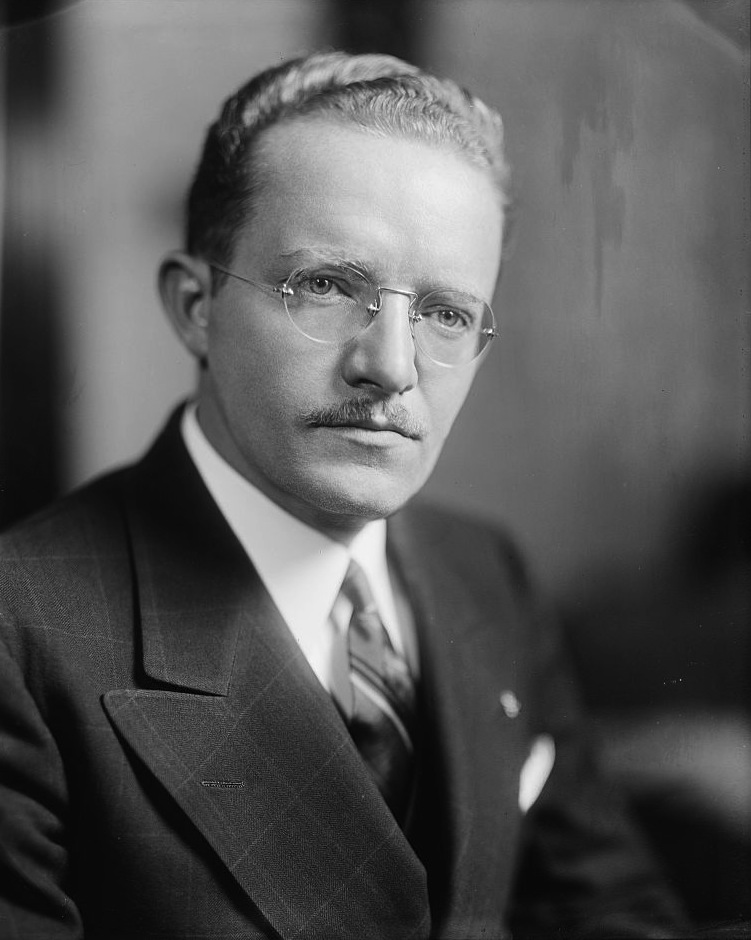
Fred A. Hartley

Fred Allan Hartley Jr. (* 22. Februar 1902 in Harrison, New Jersey; † 11. Mai 1969 in Linwood, New Jersey) war ein US-amerikanischer Politiker. Zwischen 1929 und 1949 vertrat er den Bundesstaat New Jersey im US-Repräsentantenhaus.

## Werdegang
Fred Hartley besuchte die öffentlichen Schulen seiner Heimat und studierte danach an der Rutgers University in New Brunswick. In den Jahren 1923 und 1924 arbeitete er als Bibliothekar in Kearny. Von 1924 bis 1928 war er dort Feuerwehr- und Polizeibeauftragter. Politisch wurde er Mitglied der Republikanischen Partei.
Bei den Kongresswahlen des Jahres 1928 wurde Hartley im achten Wahlbezirk von New Jersey in das US-Repräsentantenhaus in Washington, D.C. gewählt, wo er am 4. März 1929 die Nachfolge von Paul J. Moore antrat. Nach neun Wiederwahlen konnte er bis zum 3. Januar 1949 zehn Legislaturperioden im Kongress absolvieren. Seit 1933 vertrat er als Nachfolger von Frederick R. Lehlbach den zehnten Distrikt seines Staates. Während seiner Zeit im Kongress wurden dort die New-Deal-Gesetze der Bundesregierung unter Präsident Franklin D. Roosevelt verabschiedet. Seit 1941 war auch die Arbeit des Kongresses von den Ereignissen des Zweiten Weltkrieges und dessen Folgen bestimmt. Im Jahr 1933 wurden der 20. und der 21. Verfassungszusatz ratifiziert.
Von 1947 bis 1949 war Hartley Vorsitzender des Bildungs- und Arbeitsausschusses. Im Jahr 1947 war er zusammen mit US-Senator Robert A. Taft Initiator des Taft-Hartley Act, durch den die Rechte der Gewerkschaften eingeschränkt wurden. 1948 verzichtete Fred Hartley auf eine erneute Kandidatur. Nach dem Ende seiner Zeit im US-Repräsentantenhaus arbeitete er als Geschäftsberater. Im Jahr 1954 kandidierte er erfolglos für den US-Senat. Er starb am 11. Mai 1969 in Linwood.